# Buurtvereniging
Een buurtvereniging is een vereniging van buurtbewoners die zich bezighoudt met het wel en wee in de buurt. Indien de rechtsvorm een stichting is (geen leden) wordt dit een buurtstichting genoemd.
Een van de taken van een buurtvereniging kan zijn, het onderhouden van contacten met de gemeente namens de buurt. Een buurtvereniging kan bijvoorbeeld betrokken worden bij de aanleg van een nieuw fietspad.
Daarnaast kan een buurtvereniging zich bezighouden met activiteiten die de sociale samenhang van de buurt bevorderen, zoals het organiseren van buurtfeesten en evenementen, het organiseren van zorgactiviteiten, het uitgeven van een buurtkrant en dergelijke.
In wijken wordt vaak gesproken van een wijkvereniging, wijkorganisatie, wijkberaad of wijkplatform en in kleinere dorpen bijvoorbeeld van een dorpsvereniging. Als overkoepelend begrip wordt wel het woord bewonersorganisatie gebruikt.